# Динішка
Динішка (хорв. Dinjiška) — населений пункт у Хорватії, у Задарській жупанії у складі міста Паг.

## Населення
Населення за даними перепису 2011 року становило 137 осіб.
Динаміка чисельності населення поселення:

## Клімат
Середня річна температура становить 14,16 °C, середня максимальна – 27,49 °C, а середня мінімальна – 1,24 °C. Середня річна кількість опадів – 970 мм.
| Клімат поселення                              | Клімат поселення | Клімат поселення | Клімат поселення | Клімат поселення | Клімат поселення | Клімат поселення | Клімат поселення | Клімат поселення | Клімат поселення | Клімат поселення | Клімат поселення | Клімат поселення | Клімат поселення |
| Показник                                      | Січ.             | Лют.             | Бер.             | Квіт.            | Трав.            | Черв.            | Лип.             | Серп.            | Вер.             | Жовт.            | Лист.            | Груд.            |                  |
| Середній максимум, °C                         | 9,62             | 10,46            | 13,26            | 16,79            | 21,15            | 24,84            | 27,49            | 27,36            | 23,44            | 18,81            | 13,43            | 10,36            |                  |
| Середня температура, °C                       | 5,43             | 6,25             | 9,09             | 12,58            | 16,94            | 20,65            | 23,85            | 23,72            | 19,78            | 15,16            | 9,78             | 6,71             |                  |
| Середній мінімум, °C                          | 1,24             | 2,05             | 4,88             | 8,38             | 12,74            | 16,45            | 20,19            | 20,06            | 16,13            | 11,51            | 6,13             | 3,06             |                  |
| Норма опадів, мм                              | 78               | 68               | 75               | 79               | 73               | 62               | 37               | 55               | 109              | 120              | 115              | 99               |                  |
| Середньомісячна швидкість вітру, м/с          | 2.87             | 3.00             | 3.17             | 3.01             | 2.64             | 2.47             | 2.48             | 2.39             | 2.57             | 2.73             | 3.27             | 3.15             |                  |
| Середньомісячна сонячна радіація, кДж/м²·день | 4727             | 7424             | 10906            | 15779            | 20120            | 22265            | 24067            | 20837            | 15097            | 9490             | 5168             | 3976             |                  |
| --------------------------------------------- | ---------------- | ---------------- | ---------------- | ---------------- | ---------------- | ---------------- | ---------------- | ---------------- | ---------------- | ---------------- | ---------------- | ---------------- | ---------------- |
| Джерело:                                      |                  |                  |                  |                  |                  |                  |                  |                  |                  |                  |                  |                  |                  |